# Vapnikite
La vapnikite (simbolo IMA: Vpn) è un minerale molto raro del supergruppo della perovskite, all'interno del quale viene collocato nel gruppo delle perovskiti stechiometriche e da lì al sottogruppo della vapnikite; appartiene alla famiglia minerale degli ossidi e idrossidi" e possiede composizione chimica Ca2CaUO6.

## Etimologia e storia
La vapnikite prende il nome da Yevgeny Vapnik, docente dell'Università Ben Gurion del Negev (Bersabea, Israele).

## Classificazione
Essendo stata approvata dall'Associazione Mineralogica Internazionale (IMA) come specie indipendente nel 2013, la vapnikite non è elencata nella nona edizione della sistematica dei minerali di Strunz, che è stata aggiornata dall'IMA fino al 2009.
La vapnikite si trova nell'edizione successiva, proseguita dal database "mindat.org" e chiamata Classificazione Strunz-mindat; qui il minerale è elencato nella classe "4. Ossidi (idrossidi, V[5,6] vanadati, arseniti, antimoniti, bismutiti, solfiti, seleniti, telluriti, iodati)" dove è in attesa dell'assegnazione a sottoclasse e sezione. Pertanto il minerale è nel provvisorio sistema nº 4.00.
Nella Sistematica dei lapis (Lapis-Systematik) di Stefan Weiß la vapnikite è elencata nella classe degli "ossidi" e da lì nella sottoclasse degli "ossidi con rapporto metallo:ossigeno = 2:3 (M2O3 e composti correlati)"; qui forma la "serie della perovskite" con il numero di sistema IV/C.10 insieme a perovskite, megawite, lakargiite, latrappite, barioperovskite, tausonite, loparite, isolueshite, pauloabibite, lueshite, natroniobite e macedonite.

## Abito cristallino
La vapnikite cristallizza nel sistema monoclino nel gruppo spaziale P21/n con i parametri reticolari a = 5,739(1) Å, b = 5,951(1) Å, c = 8,312(1) Å e β = 90,4(1)°, oltre ad avere 2 unità di formula per cella unitaria.

## Origine e giacitura
La vapnikite si forma per pirometamorfismo dovuto alla combustione di materiale ricco di sostanze organiche a temperature superiori a 800 °C, durante una fase retrograda da parte di fluidi/fusi ad alta alcalinità. La paragenesi è con brownmillerite, fluorellestadite, larnite, ye'elimite e vorlanite.
La vapnikite è un minerale molto raro ed è stata trovata solo in pochissimi siti: la sua località tipo, Jebel Harmun (31.76667°N 35.43333°E, nel governatorato di Gerusalemme, in Palestina); nella formazione di Hatrium (in Medio Oriente); Siwaga (nel governatorato di Amman, in Giordania); presso Mayen (in Renania-Palatinato, Germania).
Il campione tipo della vapnikite è depositato presso le collezioni del Museo di storia naturale di Berna, in Svizzera, con il numero di catalogo NMBE 42401.

## Forma in cui si presenta in natura
La vapnikite si forma in altri minerali e si presenta come masse irregolari, con dimensioni fino a 30 μm.
Il minerale è trasparente con una marcata lucentezza vitrea; il colore è giallo-marrone e il colore del suo striscio è bianco con una sfumatura gialla.